# Microlejeunea africana
Microlejeunea africana är en bladmossart som beskrevs av Franz Stephani. Microlejeunea africana ingår i släktet Microlejeunea och familjen Lejeuneaceae. Inga underarter finns listade i Catalogue of Life.